# Belén de Escobar
Belén de Escobar, meglio conosciuta come Escobar, è una città della provincia di Buenos Aires capoluogo del partido di Escobar.

## Geografia
Belén de Escobar è situata a 55 km a nord-ovest dal centro di Buenos Aires, nell'estremità nordoccidentale della conurbazione bonaerense.

## Storia
La città sorge sulle terre che nel 1582 furono consegnate ad Alonso de Escobar, che diede loro il proprio cognome. In seguito all'arrivo nel 1876 della ferrovia e alla costruzione di una stazione ferroviaria, Eugenia Tapia de Cruz, proprietaria dei terreni su cui oggi si estende il centro cittadino, fondò il 4 marzo 1877 un villaggio chiamato Belén. Tapia battezzò Belén le terre fino ad allora conosciute come Cañada de Escobar, Pagos de Escobar o Isla de Escobar perché era molto devota al bambino Gesù e perché fino al 1779 in quel luogo sorgeva l'ospedale della Nuestra Señora de Belén (Nostra Signora di Betlemme). Nel 1960 il nome scelto da Eugenia Tapia divenne quello ufficiale della città.
L'espansione edilizia che a partire dagli anni novanta ha interessato l'area nord-occidentale della Grande Buenos Aires ha fatto si che anche Belén de Escobar crescesse grazie alla costruzione di nuovi quartieri residenziali, alcuni dei quali gated community.

## Infrastrutture e trasporti

### Strade
La principale via d'accesso alla città è l'autostrada Buenos Aires-Rosario.

### Ferrovie
Belén de Escobar è servita da una stazione posta lungo la ferrovia Buenos Aires-Rosario e presso la quale fermano i treni suburbani della linea Mitre.